# La bella dormente nel bosco

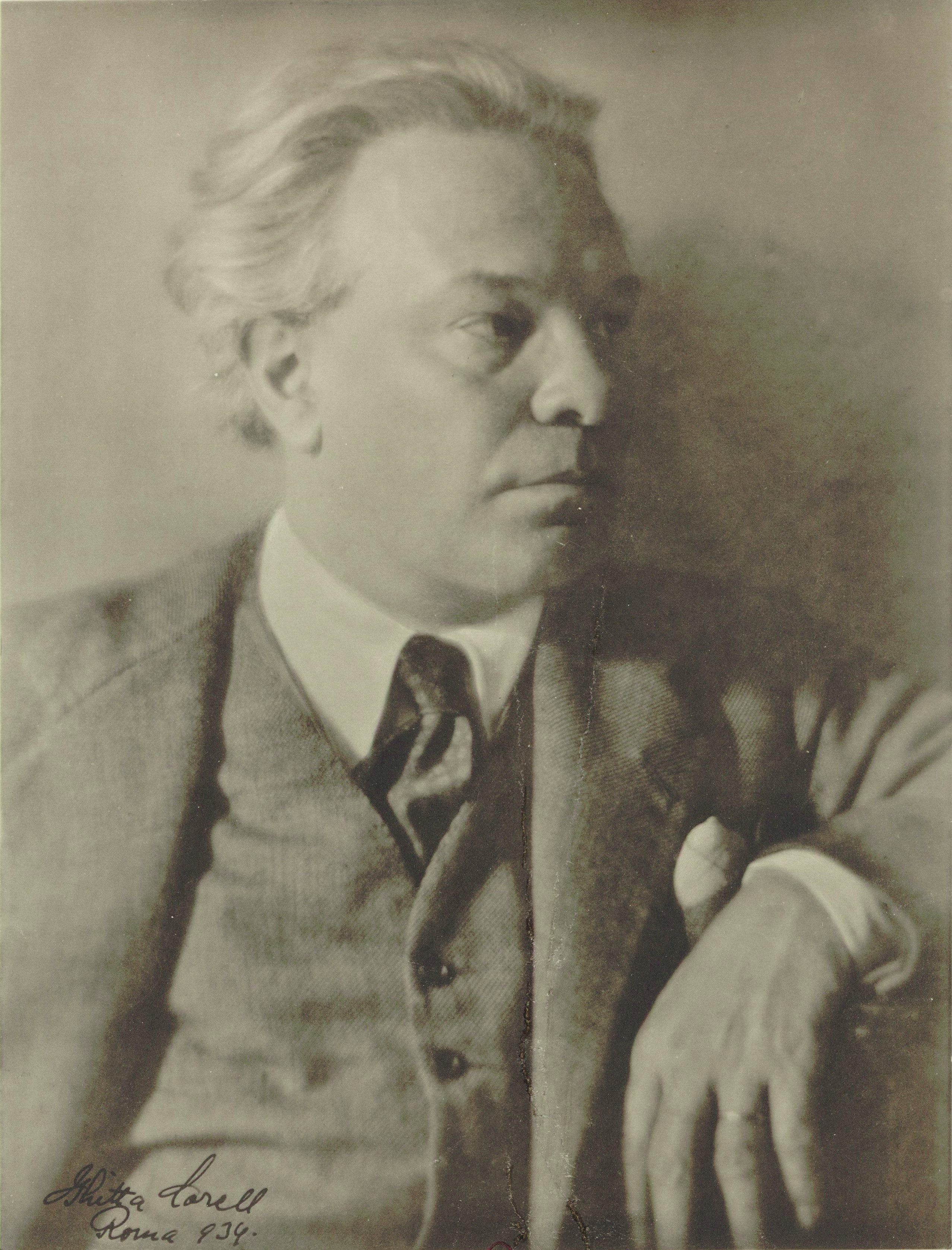
Ottorino Respighi 1934.

La bella dormente nel bosco (Törnrosa) är en opera (fiaba musicale) i tre akter med musik av Ottorino Respighi och libretto av Gian Bistolfi efter sagan om Törnrosa såsom den berättas av Charles Perrault.

## Historia
Ottorino Respighis operor koncentrerades till början och slutet av hans karriär. Under och omedelbart efter första världskriget koncentrerade han sig på att vinna erkännande inom orkestermusiken och ignorerade operor totalt med ett undantag: La bella dormente nel bosco. Den skrevs ursprungligen för Vittorio Podreccas marionetteater Teatro dei Piccoli (Barnteater), där sångarna satt i orkestern. Operan hade premiär med titeln La bella addoramente nel bosco den 13 april 1922 i Teatro Odescalchi i Rom. Podrecca framförde operan över hela världen i närmare två decennier men partituret publicerades inte förrän 1958. Respighis musik innehöll en del parodier på tidigare från sen barockens pompa till Debussy, från Wagner till 1900-tals populärmusik.
Respighi reviderade operan och den 9 april 1934 framfördes den under namnet La bella dormente nel bosco i Turin. Barnmimare framförde handlingen medan sångarna återigen satt i orkestern och sjöng. 1967 framfördes en tredje reviderad version av Gian Luca Tocchi i samarbete med Respighis änka Elsa.

## Personer
- Den blå fen (sopran)
- Kungen (baryton)
- Drottningen (kontraalt)
- Prinsessan Törnrosa (sopran)
- Prinsen (tenor)
- Den gröna fen (talroll)
- Göken (mezzosopran)
- Ambassadören (baryton)
- Narren (tenor)
- Den gamla gumman (mezzosopran)
- Spindeln (mezzosopran)
- Grodan (mezzosopran)
- Katten (kontraalt)
- Skogshuggaren (baryton)
- Hertiginnan (sopran)
- Näktergalen (sopran)
- Fyra läkare (tenor, tre bas)

## Handling
Handlingen följer i stora drag sagan men med tillägget att prinsessan vaknar upp i 1900-talet, väckt av prinsen som just är i färd med att leka tafatt med en rik amerikan vars italienska är absurd begränsad.